# Рабиня Ізаура (роман)
«Раби́ня Іза́ура» (порт. A Escrava Isaura) — роман бразильського письменника Бернарду Гімарайнша. Роман написаний в 1875 році в традиційній для Бразилії манері «сльози серця».
Вперше він був опублікований у 1875 році видавцями Casa Garnier у Ріо-де-Жанейро. Завдяки роману Бернардо Гімарайнш став дуже відомим у всій країні, навіть, як кажуть, ним захоплювався останній імператор Бразилії Дом Педро II.
Позитивною героїнею була чесна, нещасна і пригноблена дівчина, за походженням біла мулатка, а лиходієм — «благородний» сеньйор, джентльмен, фазендейро — багатий власник цукрової плантації. Гімарайнш таврував ганьбою рабство, яке скасовано в Бразилії лише через 13 років — 1888-го, вже після смерті Гімарайнша.
В 1976 році за мотивами роману був знятий однойменний телевізійний серіал.
У 2004-му був знятий ще один серіал з такою ж назвою.